# Lista de canções gravadas por Blackpink

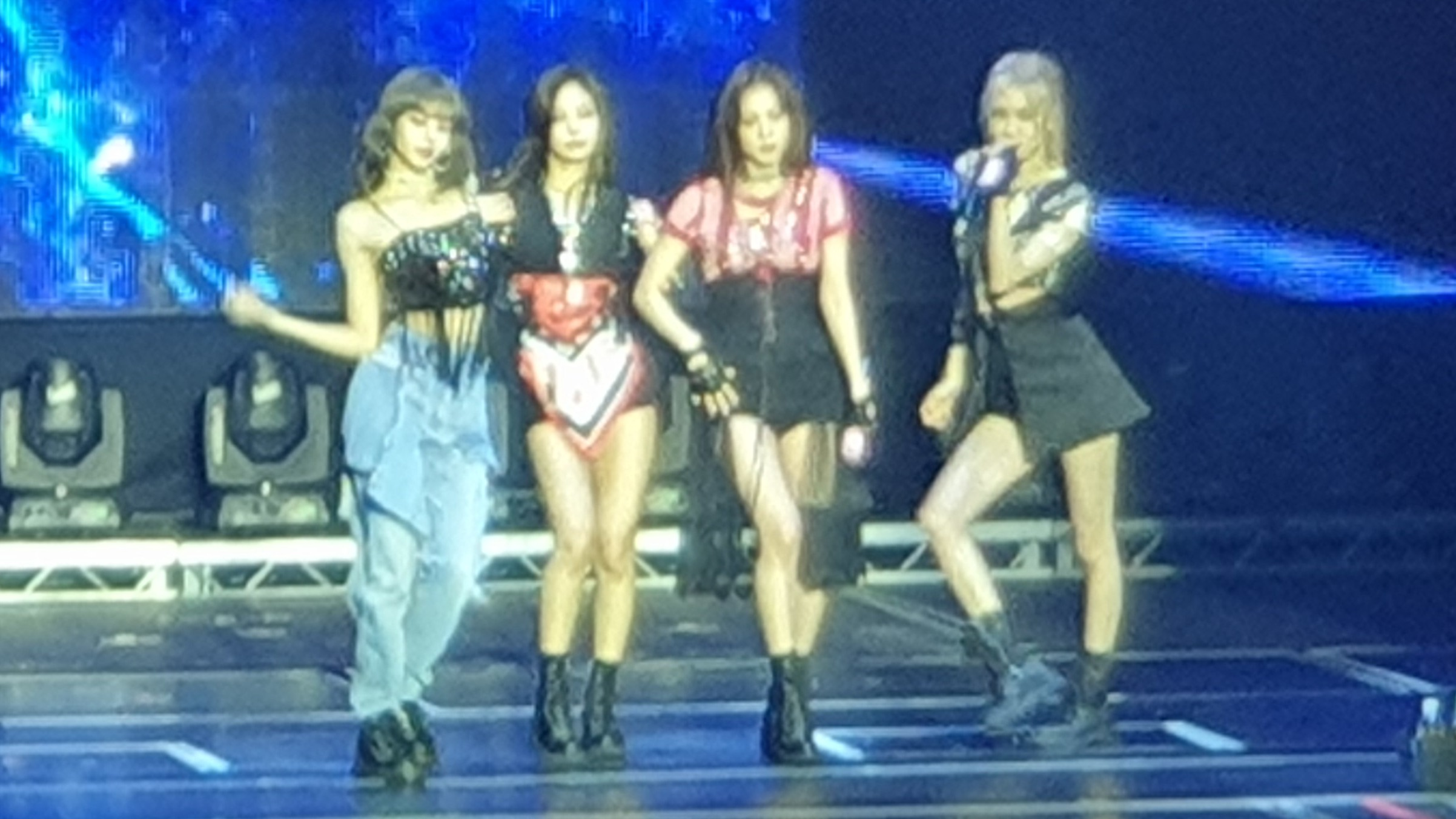
Blackpink apresentando "Kill This Love" em Amsterdã, em 18 de maio de 2019.

Esta é a lista de canções gravadas pelo grupo feminino sul-coreano Blackpink, formado em 2016 pela YG Entertainment, consistindo em material que foi lançado em formato físico ou digital.

## Canções
| † | O símbolo e a cor indicam que a canção foi lançada como um single. |
| ‡ | Canção (a ser) disponível em coreano e japonês.                    |

| Canção                                    | Compositor(es) | Álbum                      | Ano  | Ref.   |
| ----------------------------------------- | --- | -------------------------- | ---- | ------ |
| "Boombayah" † ‡                           | Teddy, Bekuh BOOM | Square One                 | 2016 | [ 1 ]  |
| "Whistle" † ‡                             | Teddy, Future Bounce, Bekuh BOOM                                                                                              | Square One                 | 2016 | [ 2 ]  |
| "Whistle" (versão acústica) ‡             | Teddy, Future Bounce, Bekuh BOOM                                                                                              | Square Two                 | 2016 | [ 3 ]  |
| "Stay" † ‡                                | Teddy, Seo Won-jin | Square Two                 | 2016 | [ 4 ]  |
| "Playing with Fire † ‡                    | Teddy, R.Tee | Square Two                 | 2016 | [ 5 ]  |
| "As If It's Your Last" † ‡                | Teddy, Future Bounce, Lydia Paek                                                                                              | Adicionado à nenhum álbum  | 2017 | [ 6 ]  |
| "Ddu-Du Ddu-Du"† ‡                        | Teddy, 24, R. Tee | Square Up                  | 2018 | [ 7 ]  |
| "Forever Young" ‡                         | Teddy, Future Bounce | Square Up                  | 2018 | [ 8 ]  |
| "See U Later" ‡                           | Teddy, R. Tee, 24 | Square Up                  | 2018 | [ 9 ]  |
| "Really"                                  | Teddy, Danny Chung, Choice37                                                                                                  | Square Up                  | 2018 | [ 10 ] |
| Kiss and Make Up (Dua Lipa com Blackpink) | Dua Lipa, Teddy, Ch. Grimes, Y. Rastogi, Z. Raymond, M Lepine, M. Vincent                                                     | Dua Lipa: Complete Edition | 2018 | [ 11 ] |
| "Kill This Love" † ‡                      | Teddy, R. Tee, Calabasas Sound                                                                                                | Kill This Love             | 2019 | [ 12 ] |
| "Don't Know What To Do" ‡                 | Teddy, 24, Brian Lee, Bekuh BOOM                                                                                              | Kill This Love             | 2019 | [ 13 ] |
| "Ddu-Du Ddu-Du" (remix) ‡                 | Teddy, 24, R. Tee, Bekuh BOOM                                                                                                 | Kill This Love             | 2019 | [ 14 ] |
| "Kick It" ‡                               | Teddy, 24, TAEO, Danny Chung                                                                                                  | Kill This Love             | 2019 | [ 15 ] |
| "Hope Not" ‡                              | Teddy, MASTA WU, Lydia Paek                                                                                                   | Kill This Love             | 2019 | [ 16 ] |
| "Bet You Wanna (com Cardi B)"             | Tommy Brown, Steven Franks, Ryan Tedder, Melanie Fontana, Becalis Almanzar, Torae Carr, Jonathan Descartes                    | The Album                  | 2020 | [ 17 ] |
| "Crazy Over You"                          | Teddy, Bekuh BOOM, 24, R. Tee, Future Bounce                                                                                  | The Album                  | 2020 | [ 18 ] |
| "How You Like That" † ‡                   | Teddy, R. Tee, 24 | The Album                  | 2020 | [ 19 ] |
| "Ice Cream (com Selena Gomez)" †          | Tommy Brown, Mr. Franks, Teddy, Bekuh BOOM, Victoria Monét, 24, Selena Gomez, Ariana Grande                                   | The Album                  | 2020 | [ 20 ] |
| "Love To Hate Me"                         | Tushar Apte, Rob Grimaldi, 24, Vince, Teddy                                                                                   | The Album                  | 2020 | [ 21 ] |
| "Lovesick Girls" † ‡                      | Teddy, Jennie, Jisoo, Brian Lee, Leah Haywood, R. Tee, 24, David Guetta                                                       | The Album                  | 2020 | [ 22 ] |
| "Pretty Savage" ‡                         | Teddy, R.Tee, 24, Bekuh BOOM                                                                                                  | The Album                  | 2020 | [ 23 ] |
| "You Never Know" ‡                        | 24, Bekuh BOOM | The Album                  | 2020 | [ 24 ] |
| "Sour Candy" (Lady Gaga com Blackpink)    | Stefani Germanotta, Michael Tucker, Matthew Burns, Rami Yacoub, Madison Love, Teddy                                           | Chromatica                 | 2020 | [ 25 ] |
| "Pink Venom" † ‡                          | Teddy, 24, R. Tee, IDO, Danny Chung                                                                                           | Born Pink                  | 2022 | [ 26 ] |
| "Shut Down" † ‡                           | Teddy, 24, Danny Chung, Vince                                                                                                 | Born Pink                  | 2022 | [ 27 ] |
| "Typa Girl"                               | Bekuh BOOM, Dominsuk | Born Pink                  | 2022 | [ 28 ] |
| "Yeah, Yeah, Yeah" ‡                      | VVN, KUSH, IDO, R. Tee, Jisoo, Rosé                                                                                           | Born Pink                  | 2022 | [ 29 ] |
| "Hard to Love"                            | Freddy Wexler, Bianca "Blush" Atterberry, Max Wolfgang, Teddy, R. Tee, 24                                                     | Born Pink                  | 2022 | [ 30 ] |
| "Ready For Love" ‡                        | Teddy, Danny Chung, VVN, KUSH, Bekuh BOOM, 24                                                                                 | Born Pink                  | 2022 | [ 31 ] |
| "Tally"                                   | Danny Chung, Nat Dunn, 24, David Phelan, Alex Oriet Brian Lee, Soraya LaPread                                                 | Born Pink                  | 2022 | [ 32 ] |
| "The Happiest Girl"                       | Teddy Sinclair, Willy Sinclair, Paro, 24, Nohc                                                                                | Born Pink                  | 2022 | [ 33 ] |
| "The Girls"                               | Rosé, Jennie, Ryan Tedder, Danny Chung, Michael "Lindgren" Schulz, Melanie Fontana, Madison Love                              | Adicionado à nenhum álbum  | 2023 | [ 34 ] |
| "JUMP"                                    | 24, Ape Drums, Boaz De Jong, Claudia Valentina, Jesse Bluu, Jumpa, Malachiii, TEDDY, Thomas Wesley Pentz, Zecca, Zikai, Diplo | Adicionado à nenhum álbum  | 2025 | [ 35 ] |